# Towarzystwo Naukowe we Lwowie
Towarzystwo Naukowe we Lwowie – polskie towarzystwo naukowe z siedzibą we Lwowie, założone w 1901 pod nazwą Towarzystwo dla Popierania Nauki Polskiej. 
Inicjatorem powstania towarzystwa był Oswald Balzer. Akt założenia towarzystwa podpisali: Bronisław Kruczkiewicz, Stefan Niementowski, Antoni Małecki, Wiktor Hahn, Ludwik Finkel, Józef Korzeniowski, Emanuel Machek, W.Weher, Bronisław Czarnik, K. J. Heck, A.Kalina, M.Wroński, Jan Leciejewski, E.Wolff, M.Kuczyński, Juliusz Ross, E.Engel, Władysław Ochenkowski, J.Zakrzewski, Tadeusz Wiśniowski i Oswald Balzer. Wszyscy sygnatariusze aktu weszli w skład komitetu organizacyjnego towarzystwa. 10 grudnia 1900 powołano ścisły komitet organizacyjny, w którego skład weszli: O.Balzer, W.Hanh, J.Korzeniowski, St.Niementowski i J.Zakrzewski.  Od 1920 do 1939 towarzystwo funkcjonowało pod nazwą Towarzystwo Naukowe we Lwowie, którego kontynuację stanowi współczesne Wrocławskie Towarzystwo Naukowe (patrz ).

## Cele i organizacja
Było najpoważniejszym z lwowskich towarzystw naukowych. Celem Towarzystwa była praca nad rozwojem i postępem nauki we wszystkich dziedzinach wiedzy.
Podzielone było na trzy wydziały:
1. filologiczny
2. historyczno-filozoficzny
3. matematyczno-przyrodniczy

oraz miało sekcję historii sztuki i kultury.
Rok administracyjny Towarzystwa mijał z końcem czerwca. Odbywały się wówczas doroczne posiedzenia, w czasie których Przewodniczący i Sekretarz Generalny składali sprawozdanie z działalności Towarzystwa. Środki finansowe na działalność wydawniczą Towarzystwa pochodziły z Ministerstwa Wyznań Religijnych i Oświecenia Publicznego oraz z fundacji i darowizn osób prywatnych.

## Publikacje
W latach 1931–1939 Sekcja Historii Społecznej i Gospodarczej Towarzystwa wydawała „Roczniki Dziejów Społecznych i Gospodarczych”, pierwsze polskie czasopismo z zakresu historii społeczno-gospodarczej, odpowiednik francuskich „Annales d'histoire économique et sociale”. Założycielami „Roczników” byli Franciszek Bujak, prezes Towarzystwa w latach 1934–1936 i Jan Rutkowski.

## Zarząd
Skład pierwszego zarządu Towarzystwa dla Popierania Nauki Polskiej z 1901:
- prezes – Antoni Małecki
- wiceprezes – Oswald Balzer
- skarbnik – Marceli Chlamtacz
- sekretarz – Przemysław Dąbkowski
- członkowie wydziału: Wiktor Hahn, Józef Korzeniowski, Jan Leciejewski, Emanuel Machek, Stefan Niementowski, Bronisław Radziszewski, Józef Rychter, Marian Smoluchowski.
- komisya skontrująca: Juliusz Ross, Władysław Schmidt, Jan Kanty Steczkowski[6]

W 1927 zarząd Towarzystwa był następujący:
- Prezes: Oswald Balzer.
- Wiceprezes: Władysław Abraham.
- Kierownicy Wydziałów: 1. Wilhelm Bruchnalski; 2. Władysław Abraham; 3. Jan Hirschler.
- Sekretarz generalny: Przemysław Dąbkowski.
- Sekretarze Wydziałów: 1. Tadeusz Lehr-Spławiński, 2. Stanisław Zakrzewski, 3. Benedykt Fuliński.

## Członkowie
Członkowie Towarzystwa wygłaszali referaty na posiedzeniach naukowych, po czym odbywała się dyskusja. W roku 1926 na przykład, wygłoszono 60 referatów.
Członkowie Towarzystwa dzielili się na czynnych (miejscowych i zamiejscowych) i przybranych (miejscowych i zamiejscowych). Powoływani byli oni na dorocznym posiedzeniu przez członków założycieli Towarzystwa spośród wybitnych uczonych, głównie Uniwersytetu Jana Kazimierza i Politechniki Lwowskiej.
Poniżej lista członków Towarzystwa w roku 1927.

### Wydział I (filologiczny)

#### Członkowie czynni miejscowi
Ludwik Bernacki, Wilhelm Bruchnalski, Edmund Bulanda, Adolf Chybiński, Ryszard Ganszyniec, Wiktor Hahn, ks. Aleksy Klawek, Juliusz Kleiner, Władysław Kotwicz, Eugeniusz Kucharski, Tadeusz Lehr-Spławiński, Jan Gwalbert Pawlikowski, Emil Petzold, Władysław Podlacha, Edward Porębowicz, Wincenty Śmiałek, Stanisław Witkowski.

#### Członkowie czynni zamiejscowi
Jan Baudouin de Courtenay, Warszawa; Aleksander Brückner, Berlin; Ignacy Chrzanowski, Kraków; Ludwik Ćwikliński, Poznań; Tadeusz Grabowski, Poznań; Bronisław Gubrynowicz, Warszawa; Józef Kallenbach, Kraków; Jan Łoś, Kraków; Kazimierz Nitsch, Kraków; Wiktor Porzeziński, Warszawa; Stanisław Ptaszycki, Warszawa; Jan Michał Rozwadowski, Kraków; Tadeusz Sinko, Kraków; Leon Sternbach, Kraków; Stanisław Tomkowicz, Kraków; Henryk Ułaszyn, Poznań; Tadeusz Zieliński, Warszawa.

#### Członkowie przybrani
Majer Auerbach, Karol Badecki, Adolf Bednarowski, Władysław Chodaczek, Zygmunt Czerny, ks. Hieronim Feicht (Wilno), Mieczysław Gębarowicz, Henryk Karol Gaertner, Jan Janów, Kazimierz Jarecki, Kazimierz Kolbuszewski (Wilno), Rudolf Kotula, Jerzy Kowalski, Władysław Kozicki, Jerzy Kuryłowicz, Jan Leciejewski, Stanisław Łempicki, Artur Passendorfer, Franciszek Smolka, Stefan Stasiak, Władysław Stroner, Władysław Tarnawski, Mieczysław Treter (Warszawa), Bronisława Wójcikówna, Stefan Vrtel-Wierczyński.

### Wydział II (historyczno-filozoficzny)

#### Członkowie czynni miejscowi
Władysław Abraham, Oswald Balzer, Ferdynand Bostel, Franciszek Bujak, Przemysław Dąbkowski, Ludwik Finkel, Stanisław Głąbiński, Juliusz Makarewicz, Leon Jan Piniński, Antoni Prochaska, Jan Ptaśnik, Zygmunt Radzimiński, Stanisław Starzyński, Adam Szelągowski, Kazimierz Twardowski, Mścisław Wartenberg, Stanisław Zakrzewski.

#### Członkowie czynni zamiejscowi
Jarosław Bider, Praga; Stefan Bobczew, Sofia; Michał Bobrzyński, Garby; Bronisław Dembiński, Poznań; Franciszek Ksawery Fierich, Kraków; ks. Jan Nepomucen Fijałek, Kraków; Jaroslav Goll, Praga; Karel Kadlec, Praga; Stanisław Kutrzeba, Kraków; Nicolae Iorga, Bukareszt; Robert Howard Lord, Cambridge Mass.; Jan Łukasiewicz, Warszawa; Vladimir Mažuranić, Zagrzeb; Lubor Niederle, Praga; Fryderyk Papée, Kraków; Maurice Prou, Paryż; Władysław Semkowicz, Kraków; Giuseppe Tamassia, Padwa; Władysław Witwicki, Warszawa.

#### Członkowie przybrani
Maurycy Allerhand, Eugeniusz Barwiński, Leopold Caro, Marceli Chlamtacz, Adam Chmiel (Kraków), Konstanty Chyliński, Aleksander Czołowski, Aleksander Doliński, Edward Dubanowicz, Ludwik Ehrlich, Adam Fischer, Olgierd Górka, Leon Halban, Kazimierz Hartleb, Leon Kozłowski, Roman Longchamps de Bérier, Jerzy Michalski (Warszawa), Teofil Modelski (Wilno), Czesław Nanke, Julian Nowotny, Zbigniew Pazdro, Helena Polaczkówna, Mojżesz Schorr (Warszawa), Tadeusz Silnicki, Zygmunt Smogorzewski, Kamil Stefko, ks. Szczepan Szydelski, Stanisław Franciszek Zajączkowski.

### Wydział III (matematyczno-przyrodniczy)

#### Członkowie czynni miejscowi
Henryk Bronisław Arctowski, Stefan Banach, Adolf Beck, Jan Czekanowski, Benedykt Dybowski, Marian Franke, Benedykt Fuliński, Lucjan Grabowski, Franciszek Groër, Jan Hirschler, Maksymilian Huber, Seweryn Krzemieniewski, Kazimierz Kwietniewski, Antoni Łomnicki, Jarosław Łomnicki, Józef Markowski, Maksymilian Matakiewicz, Witold Nowicki, Jakub Parnas, Wojciech Rogala, Józef Siemiradzki, Hugo Steinhaus, Wawrzyniec Teisseyre, Maksymilian Thullie, Julian Tokarski, Kasper Weigel, Rudolf Weigl, Zygmunt Weyberg.

#### Członkowie czynni zamiejscowi
Józef Franciszek Feliks Babiński, Paryż; Stanisław Bądzyński, Warszawa; Kazimierz Białaszewicz, Warszawa; Karol Bohdanowicz, Warszawa; Isaiah Bowman, Nowy Jork; Witold Broniewski, Warszawa; Tadeusz Browicz, Kraków; Karol Dziewoński, Kraków; Emil Godlewski senior, Puławy; Emil Godlewski junior, Kraków; Louis-Félix Henneguy, Paryż; Henryk Hoyer, Kraków; Ðorđe Joannović, Belgrad; Kazimierz Telesfor Kostanecki, Kraków; Stefan Kreutz, Kraków; Zygmunt Laskowski, Genewa; Maurice Lugeon, Lozanna; Leon Marchlewski, Kraków; Adam Maurizio, Bydgoszcz; Augustin Mesnager, Paryż; Thomas Hunt Morgan, Nowy Jork; Ignacy Mościcki, Warszawa; Władysław Natanson, Kraków; Georges Henri Roger, Paryż; Michał Siedlecki, Kraków; Wacław Sierpiński, Warszawa; Maria Skłodowska-Curie, Paryż; Władysław Szafer, Kraków; Tadeusz Wiśniewski, Warszawa; Stanisław Zaremba, Kraków.

#### Członkowie przybrani
Wacław De Baer (Warszawa), Kazimierz Bartel (Warszawa), Arnold Bolland (Kraków), Henryk Czopowski (Warszawa), Jan Bohdan Dembowski (Warszawa), Józef Eismond (Warszawa), Marcin Ernst, Eugeniusz Frankowski (Warszawa), Wilhelm Friedberg (Poznań), Jan Gabriel Grochmalicki (Poznań), Eugeniusz Jabłoński (Borysław), Antoni Władysław Jakubski (Poznań), Konstanty Janicki (Warszawa), Zygmunt Klemensiewicz, Kazimierz Kling, Roman Kozłowski (Warszawa), Stanisław Kulczyński, Kazimierz Kuratowski (Warszawa), Jan Lewiński (Warszawa), Stanisław Loria, Józef Łukaszewicz (Wilno), Tadeusz Mierzyński (Puławy), Wacław Moraczewski, Jan Mydlarski (Warszawa), Jan Nowak (Kraków), Stanisław Pawłowski (Poznań), Bronisław Przyłęcki (Warszawa), Czesław Reczyński, Jakub Rothfeld, Wojciech Rubinowicz, Edward Sucharda, Stanisław Tołłoczko, Konstanty Tołwiński (Borysław), Jan Tur (Warszawa), Stanisław Weigner (Borysław), Czesław Witoszyński (Warszawa), Jadwiga Wołoszyńska (Kraków).

### Sekcja historii sztuki i kultury

#### Zarząd
- Przewodniczący: Leon Jan Piniński.
- Zastępca przewodniczącego: Władysław Podlacha.
- Sekretarz: Mieczysław Gębarowicz.

#### Członkowie
Władysław Abraham, Karol Badecki, Oswald Balzer, Ludwik Bernacki, Ferdynand Bostel, Wilhelm Bruchnalski, Edmund Bulanda, Adolf Chybiński, Aleksander Czołowski, Ignacy Drexler, Ludwik Finkel, Mieczysław Gębarowicz, Władysław Kozicki, Leon Kozłowski, Michał Lityński, Andrzej Lubomirski, Tadeusz Mańkowski, Jan Gwalbert Pawlikowski, Leon Jan Piniński, Józef Piotrowski (historyk sztuki), Władysław Podlacha, Helena Polaczkówna, Jan Ptaśnik, Wincenty Śmiałek, Władysław Stroner, Stanisław Witkowski, Jan Sas Zubrzycki.

## Posiedzenia naukowe

### 1927/1928
- 17 października 1927. Posiedzenie Wydziału matematyczno-przyrodniczego. prof. dr Adolf Beck przedstawił pracę prof. dr. Adama Bednarskiego pt.: „Historia okulistyki w Polsce: wiek XIII-XVIII”; prof. dr Hugo Steinhaus przedstawił pracę mgr. Z. W. Birnbauma: „Uwagi o całce Cauchy’ego”.
- 25 października 1927. Posiedzenie Wydziału historyczno-filozoficznego. prof. dr Kazimierz Twardowski przedstawił pracę dra Leopolda Blausteina pt.: „Hussertowska nauka o akcie, treści i przedmiocie przedstawienia”.
- 7 listopada 1927. Posiedzenie Wydziału filologicznego. Czł. prof. A. Chybiński przedstawił pracę dr Marii Szczepańskiej pt.: „Najstarszy zabytek polskiej muzyki wielogłosowej”; Czł. prof. Łempicki: „Mecenat kulturalny w Polsce (problemy i postulaty)”; Czł. prof. J. Janów: „Gwary huculskie nad Białym Czeremoszem”.
- 21 listopada 1927. Posiedzenie Wydziału matematyczno-przyrodniczego. Prof. dr St. Tołłoczko: „Z kinetyki absorpcji”; prof. dr Stefan Banach: „Ortogonalność w przestrzeniach funkcyjnych”; prof. dr St. Kulczyński: „Prace nad ikonografią flory polskiej”; prof. dr K. Weigel: „Nowa metoda wyrównania tryangulacyjnej sieci wieńcowej”.
- 29 listopada 1927. Posiedzenie Wydziału hist.-filozof. prof. dr St. Zakrzewski przedstawił pracę dr. Maleczyńskiego pt.: „Dokument kardynała Renbalda w XI. w.”.
- 12 grudnia 1927. Posiedzenie Wydziału filologicznego. Prof. Bruchnalski: „Romeo i Julia, Konrad Wallenrod, Motyw pieśni porannej”; prof. J. Janów: „O najdawniejszym epistolarzu polskim, oraz o niemieckim wydaniu żywota św. Anny”; prof. J. Janów: „Gwary huculskie i ślady ich stosunków z polszczyzną”.
- 19 grudnia 1927. Posiedzenie Wydziału matemat.-przyrodn. prof. dr. St. Tołłoczko przedstawił prace P.J. Wiercińskiego pt.: „O potencjometrycznej metodzie miareczkowania anionami kobalticjanowodorowego”; prof. dr W. Rogala przedstawił pracę własną pt. : „Nowa forma łupków menilitowych”; prof. dr J. Hirschler przedstawił pracę wykonaną wspólnie z L. Monne'm: „Badania porównawcze nad komórkami witalnie zabarwionymi”.
- 20 grudnia 1927. Posiedzenie Wydziału historyczno-filozof. Prof. Adam Fischer przedstawił pracę Dr Alfreda Bachmanna: „Dach w budownictwie słowiańskim”.
- 16 stycznia 1928. Posiedzenie Wydziału filologicznego. prof. J. Janów: „O najstarszym epistolarzu polskim i jego autorze, oraz o nieznanym żywocie św. Anny”; prof. J. Janów: „Gwary huculskie i ślady stosunków ich z polszczyzną”; prof. E. Bulanda: „Ze studjów nad początkiem portretu w Grecji”; prof. E. Bulanda: „Grecka waza czarnofigurowa” (komunikat).
- 16 stycznia 1928. Posiedzenie Wydziału matematyczno-przyrodniczego. prof. dr St. Tołłoczko przedstawił pracę Jana Wiercińskiego pt.: „O potencjometrycznem oznaczaniu niektórych kationów za pomocą kwasu kobalticjanowodorowego”; prof. dr Wojciech Rogala przedstawił pracę Br. Rokoszyńskiej pt.: „Z badań nad cenomanem Podola”.
- 5 marca 1928. Posiedzenie Wydziału filozoficznego. prof. A. Chybiński: „Stosunki muzyczne Polski i Francji w XVI. w.”; prof. T. Lehr – Spławiński: „O pochodzeniu północno – pomorskich różnic intonacyjnych”.
- 3 marca 1928. Posiedzenie Wydziału historyczno-filozoficznego. dr Helena Polaczkówna: „Sfragistyka książęca Piastów”.
- 15 marca 1928. Posiedzenie Wydziału hist.-filozof. dr J. Piotrowski: „Zamek w Łańcucie”, Cz. I. Historia.
- 19 marca 1928. Posiedzenie Wydziału matematyczno-przyrodniczego. prof. dr Grabowski przedstawił pracę własną pt.: „Radiotelegraficzne wyznaczenie długości geogr. Lwowa”; prof. dr Krzemieniewski przedstawił pracę wykon. wspólnie z p. H. Krzemieniewską pt.: „Morfologia miksobakterii”; prof. dr Hirschler przedstawił pracę własną pt.: „W sprawie stosunku aparatu Golgiego do wakuomu”, oraz pracę Dra R. Sembrata pt.: „Wpływ gruczołu tarczykowego ryb na metamorfozę płazów”.
- 20 marca 1928. Posiedzenie Wydziału historyczno-filozoficznego. dr Helena Polaczkówna: „Sfragistyka książęca Piastów”; prof. K. Chyliński: „O początku historii naukowej w starożytnej Grecji”.
- 23 kwietnia 1928. Posiedzenie Wydziału matematyczno-przyrodniczego. prof. E. Żyliński przedstawił dwie prace własne pt.: „O pewnym kryterium wyznacznikowym na możliwość wniosków chemicznych, „Teoria rozmaitości liniowych” oraz pracę P.J. Ettingerówny: „O pewnym twierdzeniu Malagan-Weddeburna”; Prof. J. Hirschler przedstawił pracę wykonaną wspólnie z Dr. Zofią Hirschlerową pt.: „O stosunku aparatu Golgiego i wakuomu w komórkach somatycznych”, oraz pracę wykonaną wspólnie z p. Ludwikiem Monne pt.: O pewnym idiozomie osobliwie zbudowanym”.
- 24 kwietnia 1928. Posiedzenie Wydziału historyczno-filozoficznego. dr Karol Koranyi: „Wierzenia w rozwoju prawa karnego” (XIV-XVIII w.).
- 26 kwietnia 1928. Posiedzenie sekcji historii sztuki i kultury. Referat prof. Wł. Podlachy: „Miniatury tzw. modlitewnika Warneńczyka”.
- 21 maja 1928. Posiedzenie wydziału matematyczno-przyrodniczego. prof. dr Kasper Weigel: „Zastosowanie szeregu Taylora do wzorów empirycznych”; prof. dr Jan Hirschler: „Z cytologii wiciowców”.
- 22 maja 1928. Posiedzenie Wydziału hist.-filozof. prof. Kozłowski przedstawił pracę własną pt.: „Budowle kultury ceramiki malowanej”, tudzież pracę Dra Sulimirskiego: „Brązy środkowej Małopolski”.
- 24 maja 1928. Posiedzenie Sekcji hist. szt. i kult. dr Tadeusz Mańkowski: „Katedra św. Jura we Lwowie”.
- 18 czerwca 1928. Posiedzenie Wydziału matematyczno-przyrodniczego. prof. dr Benedykt Fuliński: „Z embriologii wypławków”; Prof. Dr. Julian Tokarski: „Przyczynek do znajomości skał wulkanicznych okolic Bereztowca na Wołyniu”; Tenże: „Wyniki analizy chemicznej i mikroskopy pyłu, który spadł w Polsce w dniach 26-27 kwietnia 1928”; Tenże: „Profil warstwy fosforonośnej w cenomanie podolskim między Bukówką a Nieźwiskami nad Dniestrem”; Tenże: „O cieszynitach”, cz. I. (praca dR.R. Smulikowskiego).
- 18 czerwca 1928. Posiedzenie Wydziału filologicznego. Czł. prof. dr J.S. Pawlikowski: „Przyrodnicze wiadomości Słowackiego w „Genezis z Ducha”; Prof. J. Kuryłowicz: „Opozycja grec. tomós – tómos”.
- 25 czerwca 1928. Posiedzenie Wydziału filologicznego. dr M. Auerbach: „Wyrazy obce w greckim tekście N. Testamentu”; dr K. Sochaniewicz: „Uwagi nad tzw. Modlitewnikiem Warneńczyka” (przedstawi prof. Łempicki).
- 6 sierpnia 1928. Posiedzenie Wydziału Historyczno-Filozoficznego. prof. L. Kozłowski: „Budowle kultury ceramiki malowanej w świetle badań przeprowadzonych w Koszyłowcach, Nieźwiskach i Buczaczu”; dr T. Sulimirski: „Brązy środkowej Małopolski”.